# جون هاس
جون هاس (بالإنجليزية: John Haas)‏ هو راكب الكنو أمريكي، ولد في 9 يناير 1909، وتوفي في 5 يوليو 1992.

## وصلات خارجية
- جون هاس على موقع أوليمبيديا (الإنجليزية)